# Savior
Savior és una pel·lícula dirigida per Predrag Antonijevic l'any 1998. Ha estat doblada al català.

## Argument
Destrossat per la pèrdua de la seva família en un atemptat terrorista, l'oficial Joshua Rhodes es mou per la venjança. Cec d'odi, abat fredament innocents, abans d'entrar a la Legió estrangera per escapar de la justícia. Decidit a seguir les seves represàlies fins a l'extrem, abandona la Legió per esdevenir mercenari i combatre amb l'exèrcit serbi durant la guerra de Bòsnia (1991-1995).

## Repartiment
- Dennis Quaid: Joshua Rosa/Guy
- Natasa Ninkovic: Vera
- Sergej Trifunovic: Goran
- Dusan Perkovic: oncle Ratko
- Nastassja Kinski: Maria Rosa
- Catlin Foster: Christian
- Stellan Skarsgård: Peter
- John Maclaren: coronel
- Pascal Rollin: sacerdot a París
- Irfan Mensur: sergent
- Kosta Andrejevic: jove noi sobre el pont
- Ljiljana Krstić: vella
- Sanja Zogovic: noia sobre el pont
- Veljko Otasevic: sacerdot ortodox
- Marina Bukvicki: noia musulmana

## Al voltant de la pel·lícula
- Destacar el sorprenent Zastava Yugo cabriolet Florida verd caqui conduït per Dennis Quaid durant la seva fugida. Un model especialment estudiat per al mercat americà, just abans la mort de l'únic fabricant de cotxes iugoslau.

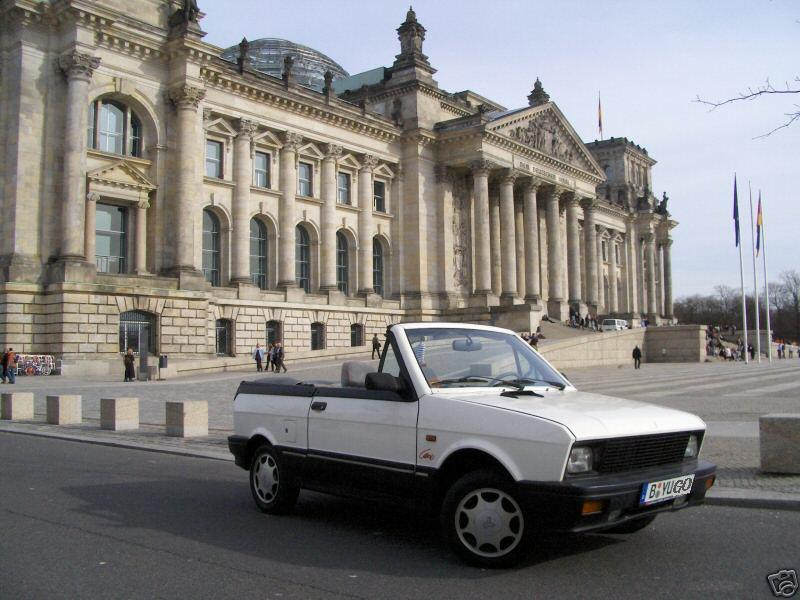
El Yugo Cabrio, principal model exportat als Estats Units